# 크리스토프 에셴바흐
크리스토프 에셴바흐(독일어: Christpoh Eschenbach, 1940년 2월 20일~)은 독일 출신의 피아니스트이자 지휘자이다. 과거 독일 북독일 방송 교향악단의 상임지휘자로 활동했으며, 현재 2010년을 만기로 프랑스 파리 관현악단의 음악감독으로 재임하고 있으며 2003년부터 2008년까지 미국 필라델피아 오케스트라의 상임 지휘자 및 음악감독으로 재임하였다. 현재는 2009-10 시즌까지 필라델피아 오케스트라에서 객원 지휘자로 활동했고, 같은 시즌 미국 내셔널 교향악단의 음악감독으로 취임했다.